# Cal Calderer
Cal Calderer és un edifici a la vila de Ginestar (Ribera d'Ebre) inclòs a l'Inventari del Patrimoni Arquitectònic de Catalunya. Situada a la banda de llevant del nucli urbà de la vila de Ginestar, a la part inicial del carrer de Sant Isidre, tocant al pla del Pou.
Edifici de planta més o menys rectangular, format per tres cossos adossats amb les cobertes de teula de dues vessants, i un petit pati a la part posterior de la finca. El cos principal, orientat al carrer, està distribuït en planta baixa, dos pisos i golfes. Les obertures són rectangulars exceptuant el gran portal d'accés, que és d'arc de mig punt adovellat i amb la clau decorada. A banda i banda hi ha dos grans portals rectangulars, amb els emmarcaments arrebossats i emblanquinats. Les obertures dels pisos responen a balcons exempts amb llosanes motllurades i baranes de ferro treballat. Els finestrals de sortida presenten el mateix tipus d'emmarcament que els portals rectangulars de la planta baixa. A les golfes, les finestres repeteixen els mateixos emmarcaments anteriors. La construcció està arrebossada i, actualment, pintada de color marró.